# 皋州
皋州，金朝时设置的州。
兴定四年（1220年）升乐平县置，治所在今山西省昔阳县。辖境相当今昔阳县地。元朝初年，复改为乐平县。 